# Río Menderes
El río Büyük Menderes (en turco: Büyük  Menderes Nehri, que significa, «Gran Meandro») es un largo río de  Turquía que discurre por el sudoeste del país y desagua en el mar Egeo. Tiene una longitud de 548 km.

## Geografía
Nace en la parte centro-occidental del país, al sur del Murat Dagi (2309 m s. n. m.) y toma el nombre de Banaz hasta llegar al embalse de Adigüzel, donde se une a otro río similar de menor caudal, pero considerado por muchos como el verdadero Meandro, el cual nace cerca de la antigua ciudad frigia de Celenas, la actual Dinar.  Después de un recorrido de unos 548 km desemboca en el mar Egeo cerca de la antigua ciudad jónica de Mileto, donde se hallan las ruinas de esta ciudad, bañada por las aguas del antiguo Golfo Latmiaco, que terminó colmatado debido a los aluviones sedimentarios del Menderes.

## Historia
Conocido en la antigüedad con su nombre griego, Μαeανδρος, el Meandro siempre asombró a los griegos por su forma de avanzar con una trayectoria zigzagueante de amplias curvas. A su primer afluente importante por la izquierda Heródoto le llama Catarractes y Jenofonte le da el nombre de Marsias. El nacimiento es situado por el primero en plena ágora de Celenas y por el segundo en una gruta. 
Por esas curvas serpenteantes, el nombre de «meandro» se ha generalizado para las de cualquier otro río. La zona donde el Meandro dibuja un curso sinuoso, con numerosas curvas y cauces abandonados (lagos de herradura o antiguos cauces secos), es en la llanura aluvial próxima a la desembocadura, a lo largo de unos 100 km. Sin embargo, en dicha llanura, se canalizó el curso del río para evitar la inestabilidad del cauce. Los cauces artificiales son líneas de tramos rectos ubicadas a ambos lados de la llanura aluvial y no conducen todo el caudal del río sino que se usan para el riego y para evitar o limitar la ocurrencia de inundaciones.